# 花冈惨案
花冈惨案（日文：はなおかじけん，又称花冈事件或花冈暴动、花冈起义）发生于1945年6月30日，是在大日本帝国秋田县北秋田郡花岡町花冈矿山的中华民国劳工因不堪强制劳动和虐待发动起义而遭日本当局镇压的事件。“花冈惨案”在狭义上被日方称为中国劳工发动的“暴动”事件，在广义上指从第一批中国劳工被强制迁移至花冈分所开始，到被驻日盟军总司令部（GHQ）发现并介入的约18个月内发生的所有的虐待事件。
第二次世界大战末期，约986名被大日本帝国强行征召的中华民国劳工被强制迁徙至秋田县北秋田郡花冈町（现大馆市），关押在鹿岛组（现鹿岛建设）的花冈分所。劳工在严酷的劳动条件和虐待下大量死亡。1945年6月30日，无法忍受过度劳累与虐待的劳工集体发动起义并试图逃跑，劳工们随即遭日本警察和宪兵镇压，起义的领导者被判刑。战后，鹿岛组的现场负责人因在此事件中涉嫌战犯罪行而被判刑（后被减刑）。
起义事件发生后，日本方面对起义劳工的的拷问和虐待造成约400名中国劳工死亡（截至1945年12月）。花冈事件引发了广泛的关注。20世纪90年代，事件的幸存者和遗属共11人起诉鹿岛建设，要求赔偿，成为日本历史上首批就中国人强制迁徙和强制劳动提起诉讼的群体。初审法院驳回了诉讼请求，原告方上诉至东京高等法院。该法院最终提出和解方案，鹿岛建设承认企业责任，并设立了5亿日元的基金用于赔偿包括11名原告在内的所有986名劳工的受害问题，双方最终于2000年11月29日达成和解。
自20世纪80年代起，围绕鹿岛建设的法律责任追究以及受害者赔偿恢复的系列活动和诉讼中，花冈惨案称“花冈强制迁徙与强制劳动事件”，并且成为讨论鹿岛建设企业责任的一个重要案例。

## 背景
旷日持久的中国抗日战争和太平洋战争的爆发，导致日本国内特别是矿山和土木建设等行业的劳动力短缺问题愈加严重。为了应对这一局面，日本东条英机内阁于1942年（昭和17年）11月27日通过了《华人劳务者内地移入有关事项》的内阁决议，决定将中国劳工引入日本作为“国民动员计划”中“重筋劳动部门”的充当劳动力。据1944年2月的日本次官会议决议，该计划分三次进行，在1944年8月至1945年5月间，共强制迁移38,935名中国劳工到日本，安排在国内的矿山、坝建工地等135个工作场所进行强制劳动。
位于日本东北的北部三县（青森、岩手、秋田）中部的北秋田郡花冈町（现大馆市）曾是铜矿的重要产地，藤田组（现同和矿业）的花冈矿业所在此设有矿场。由于为支持军需生产而采取的增产措施，矿产资源遭到过度开采。1944年5月，七个馆矿上方的花冈川发生了严重的塌陷事故，导致花冈川的水流受阻，需要进行河道改建工程。这一工程由藤田组的土木部门负责承包，负责施工的则是鹿岛组（现鹿岛建设公司）。从1944年8月起，986名中国劳工被分三批强制迁移至鹿岛组花冈分所，主要从事花冈川改建工程。:129日本当地居民的证言称，“他（中国劳工）瘦得只剩下皮包骨。”一些居民于心不忍，会故意将饭团掉在地上后离开。

## 经过
中国劳工被关押在名为“中山寮”的集中营内，遭遇极其恶劣的生活和工作条件。他们不仅得不到足够的食物，还被迫忍受过度劳作和被称为“辅导员”的鹿岛组职员的虐待，许多人因此死亡。据统计，986名劳工中，遭遇极度饥饿和营养不良，至少418人在恶劣的条件下死亡。劳工幸存者、日本当地居民以及医生等人的证词均证实了这一情况。
在忍受了残酷的劳动和非人道的待遇后，部分中国劳工于1945年6月30日晚上（有说法为7月1日）在被俘的国军军官耿谆（原属国民革命军第十五军六十四师一九一团二营五连上尉连长）等人的领导下集体发起了起义，杀死了四名日本监督人员以及一名与日本人勾结的中国劳工，成功从中山寮逃脱。但起义很快被日本宪兵队、警察和当地的警防队镇压，逃脱的劳工被重新逮捕。在追捕过程中，部分劳工被当场杀害，其他被抓回的劳工则被带到共乐馆前的广场，在炙热的阳光下暴晒，并遭到严酷的拷问和折磨，事件发生后三天内，有超过100名中国劳工被杀害。死亡劳工被暴尸共乐馆前广场十余日，直到花冈矿业所的朝鲜劳工挖掘三处大坑才将死亡劳工埋葬。
事后，耿谆等一些被捕的中国劳工被被起诉并关押。起义事件后，鹿岛组劳工的处境并未发生实质性改变，甚至在8月15日日本无条件投降后，情况仍没有得到改善，据统计，1945年7月中国劳工死亡100人，8月49人，9月68人，10月51人，直到秋季，盟军总司令部（GHQ）介入，事件才得以结束。鹿岛组为中国劳工提供了食物和物资，但由于克扣，几乎没有送到劳工手中。根据部分中国劳工的证词证明，起义后食物分配有所改善。但死者仍然持续增加，反而那些被起诉并关押的劳工享有更好的待遇。
负责审讯中国劳工的时任大馆警察署署长曾辩称，劳工们之所以被集结到共乐馆前，是因为担心中国劳工遭到私刑，因此要求劳工集结在一起（该前署长在后来的杂志报道中称，抓捕中国劳工的警防队自然而然地将劳工带到共乐馆）。他还表示，事件发生时仅有少数人因中暑倒下，且并未施行拷打，食物也有提供，事后他成功制止了鹿岛组的暴力行为。因此，他主张警方不应为此事件负责，他个人后来被逮捕和起诉，是因为鹿岛组的律师利用与检察官基南的私人关系，将罪责推卸给警方。但有证人证实，劳工们被一个接一个地带到共乐馆前的广场，并且有证人表示，至少有57名中国劳工在广场上死亡。此外，中国劳工们也表示，尽管宪兵没有对他们进行拷打，但警察却在审讯中使用了暴力。基于这些证言，野添宪治认为，这位前署长的证词不可信，他认为劳工们被集结到广场上是为了在共乐馆内进行审讯。

## 后续

### 关于劳工状况的公共机关报告
时任仙台战俘收容所所长接到调查起义原因的指令后，向东京战俘信息局提交了一份报告（1945年7月20日），这些内容详细记录了当时劳工们的悲惨遭遇，报告中提到：“中国劳工原工作时长为十小时，但自6月20日开始，企业以‘同步突击作业’为名延长两小时，工作时间变为十二小时，但食物配给并未增加”；“食物供应紧张，劳工们食不果腹，而管理层却私自克扣一部分主食”；“由于中国劳工被禁止自行购买食物，支付劳工的工资也变得无关紧要，自去年8月（1944年）以来，劳工工资并未支付。”报告中不仅记录了劳工工作量加重、食物不足和工资拖欠的问题，并进一步提到：“对待中国人的方式就像对待牛马一样，工作时一旦懈怠或在行进中稍有迟缓就会遭到殴打。他们生活条件极差，缺衣少食，遭受殴打更是家常便饭。”。

### 对起义者的判决
1945年9月11日，秋田地方法院依据《国防保安法》及战时骚乱杀人事件等，起诉并判决中国劳工大队长耿谆等13人有罪（后全部释放）。部分日本人认为这一判决是在占领期间依旧坚守法律的行为，是值得肯定的，日本作家赤津益造对此批评这一种“歪曲的法律理论”。

### 酷刑与虐待的结束及审判
1945年9月至10月间，美国军队对花冈町观音堂内的盟军战俘营（仙台第7分所）进行了调查，在检查中山寮时，发现了幸存的中国劳工和死者的尸体。美军随后对中山寮展开了全面调查，花冈的强制劳动以及花冈事件的真相逐渐浮出水面。1947年，在美国第八集团军组织的花冈BC级军事法庭（横滨法庭）中，8名涉及花冈惨案的人员以战犯身份被审判，1948年3月1日，法庭对鹿岛组4名相关人员和大馆警察署的2名警员做出判决，判处2人绞刑、2人无期徒刑、以及1人20年有期徒刑（判处绞刑的2人后被减为无期徒刑，到1955年，涉案人员均获释）。

### 企业方面的应对
在美国军方进行事件调查时，鹿岛组及其他13家曾使用中国劳工的日本建筑工业管理联合会的公司都担心，若鹿岛组负责人鹿岛守之助被捕将引发一系列的牵连，恐对己不利，因此联合会的公司纷纷花费巨额资金竭尽全力来逃避成为战犯。他们为了为相关人员辩护，成立了庞大的律师团队，结果，只有鹿岛组花冈分所的相关人员和警方的人员被追究责任。
鹿岛组与日本建筑工业管理联合会及其律师曾签订如下报酬合同：
1. 若鹿岛组的七名被收押职员（以下称为收押者）全部被判无罪，且鹿岛组及相关方未受波及，将支付40万日元作为报酬；
2. 若只有收押者被判无罪，但事件影响到鹿岛组及其他相关方，报酬为20万日元；
3. 若鹿岛组与其他相关方受影响，且事件最终结束鹿岛组无罪，报酬为8万日元；
4. 若事件波及鹿岛组，但没有影响其他相关方，报酬为8万日元；若相关方无罪，鹿岛组无罪的情况下，报酬为4万日元。

由于这些建筑公司在控制联合会的名义下，公司向政府申请招募中国劳工，并利用这些被强制带到日本的中国劳工进行工作，在效率至上的政策下，造成了严重的虐待，导致大量劳工伤亡。但建筑公司声称这些劳工本来就是病弱或体质较差的人，要求政府进行赔偿，并奇怪地获得了巨额的补偿金，这一行为引发了关于政府与这些公司之间可能存在勾结的质疑。

## 幸存者与鹿岛建设交涉
20世纪60年代后期，居住在秋田县能代市的日本作家野添宪治等人通过采访相关人士，发表了一系列关于花冈惨案的报道，使花冈事件逐渐被社会知晓。 大部分被强行带到日本并幸存下来的中国劳工，在日本战败后回到中国大陆，也有部分人选择留在日本。
20世纪80年代，留日的中国劳工幸存者：刘智渠、宫英俊、李振平，在作家石飞仁的支持下，开始与鹿岛组的后继企业鹿岛建设公司交涉，要求支付拖欠的工资。律师新美隆和内田雅敏作为中国劳工代理人，负责与鹿岛建设交涉。日本共同社报道了此事，在被《北海道新闻》刊载后，又被中国的《参考消息》转载。远在中国的耿谆（当时已返回中国大陆）看到了报道，由此促成了中国国内的劳工幸存者与劳工遗属之间的联络。
1987年6月时隔42年后，耿谆再次来到日本，参加由大馆市主办的中国殉难者慰灵仪式。1989年，中国各地的劳工幸存者和遗属约40人组织成立了“花冈受害者联谊会”，并向鹿岛建设提出了三项要求：道歉、建馆、赔偿。

## 鹿岛建筑通过“共同声明”承认责任
1990年1月，鹿岛建设公司与中国劳工的代理人：律师新美隆、时任爱知县立大学教授田中宏以及华侨林伯耀开始了交涉。1990年7月5日，经过数次谈判后，中方与鹿岛方面共同公布了达成的协议内容。鹿岛承认了当时的强制劳动问题的企业责任，并表示了“深切的歉意”。尽管鹿岛对中方提出的赔偿要求始终持消极态度，但这是首次有日本企业正式对中国人强制劳动问题公开道歉。

## 从诉讼到和解
中国劳工与鹿岛建设在随后的谈判中未见进展，特别是在赔偿问题上始终无法达成一致。1995年3月，谈判宣告中止。 同年6月28日，以耿谆为团长的11名幸存者和遗属向东京地方法院起诉鹿岛建设，要求每人赔偿500万日元。这是中国人强制劳动受害者提起的首宗诉讼。1997年12月10日，东京地方法院以法律上的时效和取消资格期限为由，未进行审理便驳回了起诉。
1998年7月，上诉听证会开始，东京高等法院第11民事部（由新村正人担任庭长）于1999年9月主动提出和解建议。1999年11月29日，东京高等法院正式达成并公布了和解协议。原告代理律师与中国原告协商后取得同意，在获得全体原告签署的全权委任状后，进入和解谈判。此外，在原告律师的要求下，中国红十字会于次年2月宣布以受托人的身份参与和解程序。2000年4月，经过一系列谈判后，法院向原被告双方提出了和解建议。
2000年4月末，原告代理律师在飞往北京，将法院的和解建议书及其口头意见译成中文后，向中国原告及联谊会秘书汇报相关进展。经过讨论，中方原告一致同意了和解建议。 鹿岛方面虽然抵触情绪强烈，但最终在法院的调解下接受了和解条款草案。法院提出了最终和解方案后，原告代理律师将方案带到北京，向红十字会和耿谆等原告汇报，在全体原告参加的会议上宣读条款并获得一致同意。

### 和解内容
1. 双方当事人再次重申1990年7月5日鹿岛建设与中国人受害者联谊会联合发布的“共同声明”。不过，被告（鹿岛建设）主张该声明并非承认其负有法律责任，原告对此表示理解。
2. 为解决该（花冈惨案）问题，鹿岛建设向利害关系方中国红十字会委托5亿日元，红十字会以利害关系人的身份参与和解程序。
3. 信托资金将用于中日友好目的，包括纪念与追悼花冈矿山的受害者、帮助受害者及其遗属的生活，中日历史研究及其他促进中日友好的相关活动经费。
4. 和解旨在解决花冈事件的所有悬而未决的问题。受害者及遗属承诺放弃在国内和国际的索赔。如有第三方就花冈事件向鹿岛提出索赔，中国红十字会和原告承诺将负责任地解决此事，不会给鹿岛造成任何负担。

本次和解的最重要的特点在于，不仅是11名原告，而是所有986名受害者都能通过中国红十字会信托的5亿日元基金“花冈和平友好基金”获得赔偿。基金将一站式的用于悼念死者及帮助受害者。这一“突破传统和解方式的大胆构想”（新村正人庭长评论）基于信托法理论，保障了未参与诉讼的所有受害者获得赔偿的权利，被视为战后赔偿诉讼中现实且开创性的解决方式。庭长新村正人表示：“涉及战争伤害追偿问题的案件困难重重，各方当事人的立场和意向不一。法院作为公正的第三方，需承担调解责任，以迅速全面解决问题。”

## 后续的争议
中日双方和解达成后，媒体和专家学者普遍将其评价为“突破性的成果”和“克服历史问题的典范案例”。但同时，批评的声音也随之而来。由于鹿岛建设在和解后不久就在其官方网站上声称和解“并不具有补偿或赔偿的性质”（该声明随后被删除），部分原告对此表示强烈反对。此外，鹿岛建设始终未承认其法律责任，而和解条款中写明原告方“理解”这一点的措辞也引发了解释上的争议，进而引起了关于和解利弊的争议。
批评和解的主要人物包括野添宪治（2018年4月去世）、山边悠喜子、石田隆至以及支持耿谆（2012年8月去世）一方的张宏波等。他们通过网络和报刊积极批评抗议和解协议及原告方的代理律师。

### 《世界》杂志论战
精神科医生野田正彰发表了一系列文章，声称“耿谆认为自己被日本支持者欺骗”。成为争论的导火索，引发了《世界》杂志上日本代理律师和支持者（田中宏、内田雅敏、林伯耀）与野田正彰之间的公开论战。代理律师之一的新美隆在2006年12月去世。2009年9月，《世界》杂志邀请了非直接当事人内海爱子、高木喜孝、有光健等人，花费半年时间整理问题、查阅资料，并根据日中双方的证词进行验证，为这一论争暂时画上了句号。通过验证发现，原告律师团队在向原告解释和解条款时，是否进行了逐字逐句的中文翻译尚不明确。同时，未能确认和解条款的正式中文翻译文本。这些问题反映出原告与律师团队及支持者之间虽有深厚的友谊和信任，但在沟通上却缺乏严格的规范。
《世界》杂志论战结束10年后，2019年2月，时任东京高等法院法官并提出和解建议的新村正人，在《世界》杂志中撰文。他表示：“我们合议庭的努力得到了相关人士的认可，这是令人感激的事。”他强调了“花冈和解的意义”，并称：“和解的达成，是双方当事人以明智的态度面向未来共同努力的结果。希望这一宝贵成果能成为模范，通过民间层面的持续努力，推动日中关系朝好的方向发展。”NHK在节目中引用新村正人的这篇文章。

### 和解的意义及后续发展
花冈和解在赔偿金额、企业道歉内容、纪念碑的设立、基金的运营方式以及受害者对“心灵和解”的接受等方面，留下了许多课题。这些课题成为解决之后类似强制征用事件的宝贵经验。以花冈和解为基础，后来的西松建设强征中国劳工损害赔偿诉讼中引用了花冈和解“共同声明”的部分内容，并采用了信托方式。在涉及三菱矿业（现三菱材料）的案件中，该企业与3700多名受害者及其遗属达成和解。这是迄今为止规模最大的一次和解。三菱材料不仅承认了历史责任并道歉，还通过基金支付赔偿、建立纪念碑，并承诺协助寻找尚未确认身份的受害者及其遗属。日方认为，和解是为受害者及遗属提供帮助的最终和最全面解决方案，这一事件对于原韩国义务劳工问题也具有重大意义。

## 中国红十字会信托金用途
“花冈和平友好基金”向中国红十字会信托了5亿日元和解金，这些和解金向全部受害者中已确认住址的约500人发放，及受害者与遗属出席每年6月30日在秋田县大馆市举行的追悼会的旅费，还包括在中华人民共和国天津市的“在日殉难烈士·劳工纪念馆”内建造“花冈暴动烈士纪念园”的建设费用等。

## 大馆市的悼念活动

### 遇难者悼念活动
1950年，在原花冈町首次主办了中国人遇难者悼念仪式，自那以后，悼念仪式每年都会举行。1963年，大馆市在花冈町十濑野公园墓地建造“中国殉难烈士慰灵之碑”。1985年，同时也是花冈惨案发生40周年之际，大馆市将6月30日定为“和平纪念日”，由当时的革新市政府主导，在十瀬野公园墓地举行了大规模的悼念仪式，之后，悼念仪式每年不间断的举行，并持续至今。悼念仪式有来自中国的幸存者、遗属以及红十字会负责人等赴日本参加以及中国驻日大使馆官员、大馆市民、日本国内参与者等共约200人参加。地方政府持续举办悼念活动，以缅怀在当地发生的战时侵害行为的受害者，这在日本全国范围内并不多见。每年的6月30日，大馆市政府会悬挂中日两国国旗，市长会拜访幸存者和遗属，同时，NPO花冈和平纪念会举办欢迎晚宴等一系列追悼活动，这些活动成为中日参访者交流的重要场所，也有助于消除双方的隔阂。
需要指出的是，自2002年以来，鹿岛建设方面的相关人员未再出席悼念仪式。据《每日新闻》的采访，鹿岛建设方面表示，他们自行举办了悼念活动，并回答称：“我们重视和解，始终直面花冈的历史，未来也会持续进行悼念活动。”

### 花冈和平纪念馆
2002年4月，大馆当地市民团体成立了NPO法人“花冈和平纪念会”（理事长川田繁幸），并发起向日本全国民众的募捐，该组织旨在建立花冈惨案的常设资料陈列馆。尽管当地居民对纪念馆的建设存在一些反对意见，但到2009年6月，该组织仍然筹集到约 4000 万日元的捐款，和约330坪的土地，最终在2009年9月建成“花冈和平纪念馆”，2010年4月正式对外开放。这是由日本市民运动推动、建造在暴行发生地的日本国内的首座纪念馆，截至2019年，已有来自日本国内外约8000人参观。

## 对日本政府的国家赔偿诉讼
2015年6月26日，花冈和平友好基金运营委员会成员、华侨林伯耀领导的市民团体向大阪地方法院提起诉讼，要求日本政府对13名幸存者及遗属赔偿约7150万日元并道歉（由丹羽雅雄担任辩护组长）。这是花冈惨案中首次对日本政府提起的诉讼（该诉讼部分涉及大阪造船厂强征中国劳工），原告方主张：“日本政府对中国人进行绑架、强制带到日本并强迫其劳动，且战后继续掩盖事实。”截至2020年，这是日本国内唯一进行中的战后赔偿诉讼。
2019年1月29日，大阪地方法院（审判长酒井良介）作出判决，法院遵循了2007年最高法院西松建设强征劳工诉讼的判决，认为根据《中日联合声明》“个人诉讼权已放弃”，并驳回了原告的请求。法院另一方面也认定，“在国策的指导下，中国劳工被强制或非自愿带到日本，他们在极其恶劣的环境下从事长时间的劳动，许多工人因此丧命。”法院确认了强制劳工是在战时国策的背景下进行的，并表示此次诉讼的意义在于听取了幸存者的证词。
2020年2月4日，大阪高等法院（审判长江口俊子）支持了初审判决，驳回了上诉，再次确认了日本政府全面参与强制劳工的事实，法院指出“劳工们遭受极了大的身心痛苦”。原告方继续上诉。
2021年3月24日，最高法院第二小法庭（审判长菅野博之）作出裁定，驳回了上诉，决定不受理此案的上诉审理，确定原告败诉。

## 拓展
- 花岡礦山（日语：花岡鉱山），位於日本秋田県大館市的一個礦山。
- 中国二战劳工
- 刘连仁